# Mårten Törnhielm
Mårten Törnhielm, född 4 mars 1663 i Stockholm, död 5 september 1723 i Lovö församling, var en svensk hauptman.

## Biografi
Mårten Törnhielm föddes 1663 i Stockholm. Han var son till lagmannen Knut Törnhielm och Catharina Neüman.  Törnhielm blev 15 mars 1679 student vid Uppsala universitet och arbetade sedan som hovjunkare åt drottningen Hedvig Eleonora. Han efterträdde sin fader 22 mars 1700 som hauptman över Drottningholm och Svartsjö slotts län. Törnhielm avled 1723 på Malmvik i Lovö församling och begravdes 11 september samma år i von der Lindeska graven i Lovö kyrka.
Innehade Hamra i Fröslunda socken, Kalvestad i Strå socken, malmvik i Lovö socken och Göstad i Vånga socken.

### Familj
Törnhielm gifte sig 16 augusti 1694 med Christina Gyldenhoff (1674–1733). Hon var dotter till landshövdingen Balthasar Gyldenhoff och Christina von der Linde. De fick tillsammans barnen Hedvig Eleonora Törnhielm (1695–1719) som var gift med assessorn Carl Ludvig von Schantz, Knut Törnhielm (1698–1706), Carl Törnhielm (1704–1710) och Knut Törnhielm (1706–1713).